# Qvenildnova
Qvenildnova (norwegisch) ist ein Felsvorsprung in der Heimefrontfjella des ostantarktischen Königin-Maud-Lands. In den Kottasbergen ragt er im Helsetskarvet auf.
Wissenschaftler des Norwegischen Polarinstituts benannten ihn 1985 nach Arne Qvenild (1909–1984), einem Widerstandskämpfer gegen die deutsche Besatzung Norwegens im Zweiten Weltkrieg.